# Tipula macquartina
Tipula macquartina är en tvåvingeart som beskrevs av Alexander 1966. Tipula macquartina ingår i släktet Tipula och familjen storharkrankar. Inga underarter finns listade i Catalogue of Life.